# Styloctenium
Styloctenium là một chi động vật có vú trong họ Dơi quạ, bộ Dơi. Chi này được Matschie miêu tả năm 1899. Loài điển hình của chi này là Styloctenium wallacei Gray, 1866.

## Hình ảnh

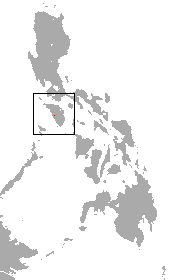

## Các loài
Chi này gồm các loài:
- Styloctenium mindorensis
- Styloctenium wallacei